# Isanthrene pompiloides
Isanthrene pompiloides là một loài bướm đêm thuộc phân họ Arctiinae, họ Erebidae.